# Демаку, Везель
Везель Демаку (нем. Vesel Demaku; 5 февраля 2000) — австрийский и косовский футболист, полузащитник клуба «Райндорф Альтах» и сборной Косово.

## Клубная карьера
Выступал за футбольные академии клубов «Альтенмаркт», «Рапид (Вена)», «Адмира Ваккер Мёдлинг» и «Ред Булл (Зальцбург)». 27 марта 2017 года стал игроком клуба «Аустрия (Вена)», подписав с свой первый профессиональный контракт. 10 марта 2018 года дебютировал в основном составе «Аустрии» в матче австрийской Бундеслиги против клуба «Санкт-Пёльтен».

## Карьера в сборной
Выступал за сборные Австрии до 15, до 16, до 17, до 18, до 19, до 20 лет и до 21 года.